# Оков
Оков (также кадь) — единица измерения для зерна в Русской системе мер; применялась в XVI—XVII веках, и частично позже. Это была основная мера сыпучих тел на Руси. В качестве меры сыпучих тел упоминается уже в "Русской правде" Ярослава Мудрого. О распространенности кади свидетельствует, в частности, тот факт, что именно она фигурирует у игумена Даниила в характеристике урожайности земли в Палестине, где «родятся изрядно пшеница и ячмень, ведь, одну кадь посеяв, берут девяносто кадей, а другой раз сто кадей за одну кадь...»
- 1 кадка (кадь, оков) = 2 половникам (половинам) = 4 четвертям = 8 осьминам = 839,69 л (= 14 московским пудам ржи = 229,32 кг)
- Кадь, хлебная мера: тул. осмина, 4 четверика; перм. то же, на вес, 4 пуда; калужск. костр. 3 четверика; влад. полосминника, 2 четверика. Торговая мера в 4 четверти.

Название происходит от специально приспособленной большой бочки (кадки) для измерений. Кадка была обтянута сверху металлическим обручем, чтобы нельзя было «урезати» (то есть, обрезать верх неокованной кади и отпускать за ту же плату меньше зерна).
На практике кадь была слишком велика, и зерно обычно покупали четвертями.

## Источник
- Д. Д. Хаников. Русские былины. Москва. 1860.
- Русская мера. М. : Издательский Дом "Экономическая газета". 2009. — ISBN 978-5-900792-49-1.
- А. Я. Кадь // Энциклопедический словарь Брокгауза и Ефрона : в 86 т. (82 т. и 4 доп.). — СПб., 1894. — Т. XIIIa. — С. 881.